# Magnet (Automarke)
Magnet war eine britische Automarke.

## Unternehmensgeschichte
Das Unternehmen begann 1902 mit der Produktion von Automobilen. Der Markenname lautete Magnet. 1903 endete die Produktion.

## Fahrzeuge
Im Angebot standen drei Modelle. Der 12 HP hatte einen Zweizylindermotor. Die Modelle 16 HP und 24 HP hatten Vierzylindermotoren.